# Schwarzgesichtscharbe
Die Schwarzgesichtscharbe (Phalacrocorax fuscescens) ist eine Vogelart aus der Gattung Phalacrocorax innerhalb der Familie der Kormorane. Die  Art besiedelt die Küsten im Süden Australiens und Tasmanien. Sie  brütet in Kolonien und ernährt sich vorwiegend von Fischen. Die IUCN führt die Art als "nicht gefährdet (least concern)". In Australien wird die Schwarzgesichtscharbe noch regelmäßig gejagt.

## Aussehen
Schwarzgesichtscharben erreichen eine Kopf-Rumpf-Länge von 61 bis 69 Zentimetern, dabei entfällt etwa die Hälfte auf den Körper. Die Flügelspannweite beträgt zwischen 93 und 107 Zentimetern. Die Art zeigt einen leichten Geschlechtsdimorphismus, die Männchen sind etwas größer und schwerer als die Weibchen.
Äußerlich ähnelt die Art stark der nah verwandten, etwas größeren Elsterscharbe, sie trägt lediglich etwas mehr schwarze Federn an den Flanken. Der Schnabel ist dunkelgrau, die unbefiederte Gesichtshaut, die sich vom Schnabelansatz bis zum Auge zieht, ist dagegen schwarz.  Die Iris  hat eine  dunkelblaue Farbe, Beine und Füße sind dunkelgrau. Während der Brutzeit tragen adulte Vögel einige schmale, weiße Federn im ansonsten schwarzen Federkleid des Rückens, des Halses und an den Flanken. Im Schlichtkleid fehlen diese weißen Federn.
Jungvögel ähneln bereits stark den adulten Vögeln, die schwarzen Gefiederpartien der adulten Vögel sind jedoch bei Jungvögeln dunkelbraun gefärbt. Der Schnabel ist bei Jungvögeln noch grau. Der Kehlsack ist rosa, die unbefiederte Gesichtshaut dagegen grau.
An Land bewegt sich die Schwarzgesichtscharbe mit schnellen Schritten fort. Dabei ist die Körperhaltung aufrecht, die Füße werden verhältnismäßig stark angehoben. Im Flug ist der Kopf und der Hals weit nach vorne gestreckt, der Kopf wird unterhalb der Linie gehalten, die die Körperachse bildet.
Verwechselungsmöglichkeiten bestehen neben der Elsterscharbe mit der weißkehligen Farbmorphe der Kräuselscharbe. Diese ist kleiner als die Schwarzgesichtscharbe, etwas kompakter gebaut und hat einen kürzeren, gelblichen Schnabel sowie längere Steuerfedern. Anders als bei der Schwarzgesichtscharbe erstreckt ist das Gesicht bis über die Augen weiß gefiedert.

## Verbreitung und Lebensraum

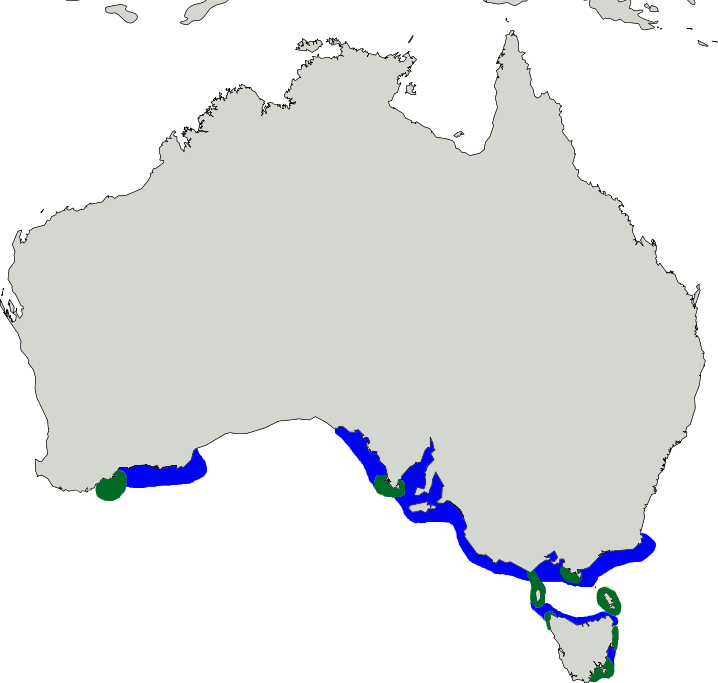
Verbreitungsgebiet der Schwarzgesichtscharbe:
Brutgebiet: grün
Streifgebiet: dunkelblau

Schwarzgesichtscharben sind an der Südküste  Australiens und rund um Tasmanien verbreitet, wo sie vor allem flache Küstengewässer besiedeln. Sie leben vorwiegend marin, selten werden Flussmündungen und größere Seen nahe der Küste aufgesucht.
Es gibt zwei voneinander getrennte Populationen: Eine in Südwest-Australien sowie eine im Südosten Australiens und auf Tasmanien.
Die Art ein Standvogel, es kommt lediglich nach der Brutzeit zu Dismigration von Jungvögeln über kurze Distanzen.

## Nahrung
Hauptbestandteil der Nahrung sind Fische, vor allem Barsche. Ein geringer Anteil der Nahrung besteht aus Wirbellose wie Krebsen und Muscheln. Wie alle Kormorane jagt die Art ihre Beute bevorzugt tauchend, indem sie sie unter Wasser schwimmend verfolgt und fängt.
Da das Gefieder der Schwarzgesichtscharbe Wasser aufnimmt, muss es nach einem Tauchgang getrocknet werden. Wie die meisten Kormorane breitet die Art dazu ihre Flügel aus und lässt das Gefieder durch die Sonne oder Wind trocknen.

## Brutverhalten
Schwarzgesichtscharben gehen eine monogame Paarbeziehung ein, die möglicherweise über mehr als eine Fortpflanzungsperiode besteht. Der Beginn der Brutzeit liegt normalerweise im Frühjahr,  wird aber maßgeblich von der Ernährungssituation beeinflusst. Es wurden aber schon Bruten zwischen Juli und Januar beobachtet.
Die Art brütet in  Kolonien von bis zu 2000 Brutpaaren auf Klippen, Felsvorsprüngen und steilen Abhängen, häufig zwischen anderen Seevögeln. Das Nest besteht vorwiegend aus Stöcken, Algen und Gras und wird mit Federn ausgepolstert. Es wird mit Exkrementen verfestigt.
Es werden in der Regel 2 oder 3 Eier gelegt. Der Schlupf der zunächst nackten Küken erfolgt nach einer Brutdauer von 25 bis 30 Tagen. Den Küken wächst nach einigen Tagen ein  Daunenkleid, das auf dem Rücken braun und am Bauch weiß gefärbt ist. Etwa 60 Tage nach dem Schlupf sind die Jungvögel flügge.

## Systematik

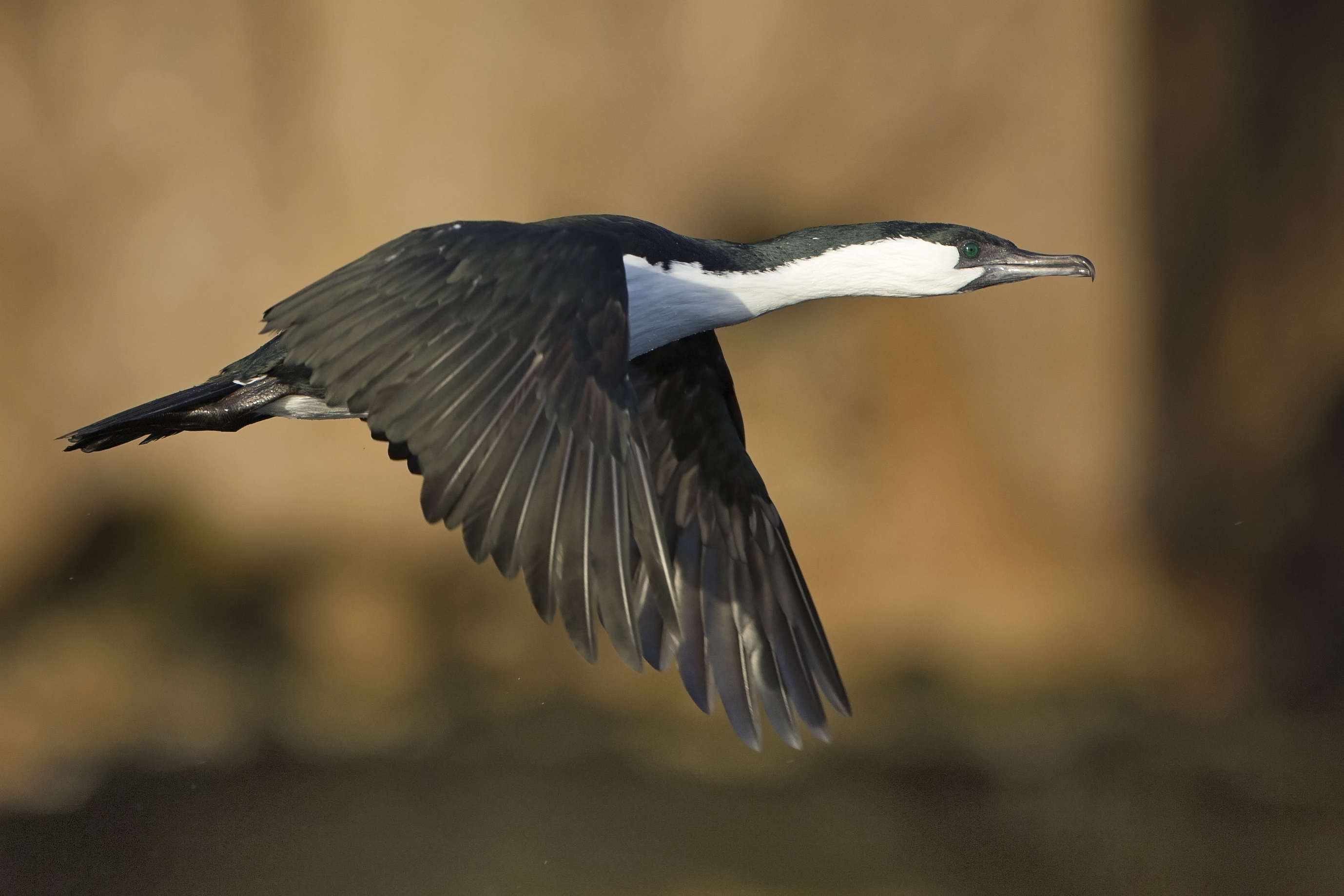
Schwarzgesichtscharbe im Flug, aufgenommen in Tasmanien

Wie bei allen Kormoranen ist die genaue systematische Stellung der Art umstritten. Einige Wissenschaftler stellen die Art in die Gattung Leucocarbo, diese Ansicht ist jedoch nicht allgemein anerkannt. Es werden keine Unterarten unterschieden.

## Gefährdung und Schutz
Die IUCN führt die Art als nicht gefährdet (least concern), da die Art nicht durch Überfischung ihrer Beutefische bedroht ist und ihr Lebensraum nur geringfügig durch menschliche Einflüsse beeinträchtigt wird.

## Belege